# Campeonato Mundial Interclubes Femenino de Básquetbol
El Campeonato Mundial Interclubes Femenino de Básquetbol fue un torneo de baloncesto que se desarrolló entre 1991 y 1998. El equipo que obtuvo el campeonato en más ocasiones fue el Ponte Preta, con 2 títulos.

## Campeonatos
| Ed. | Año  | Sede      | Campeón                           | Subcampeón                       |
| I   | 1991 | São Paulo | Atlético Constecca-Sedox · Brasil | Classista BCN · Brasil           |
| II  | 1992 | São Paulo | Club Dorna · España               | Leite Moça · Brasil              |
| III | 1993 | Guarulhos | Ponte Preta · Brasil              | Primizie Basket Parma · Italia   |
| IV  | 1994 | Guarulhos | Ponte Preta · Brasil              | CESP/Unimep · Brasil             |
| V   | 1995 | Paulínia  | Pool Comense · Italia             | Cercle Jean Macé-Bourges Francia |
| VI  | 1997 | Santos    | Data Control · Brasil             | Selección de Australia Australia |
| VII | 1998 | Londrina  | Classista BCN/Osasco · Brasil     | SCP Ruzomberok · Eslovaquia      |

## Equipos participantes
| Edición | Participantes | País           | Representantes                                                      |
| ------- | ------------- | -------------- | ------------------------------------------------------------------- |
| 1991    | 8             | Australia      | Melbourne East Spectres                                             |
| 1991    | 8             | Brasil         | Atlético Constecca-Sedox Classista BCN                              |
| 1991    | 8             | Cuba           | Havana Basketball Club                                              |
| 1991    | 8             | España         | Banco Exterior de España                                            |
| 1991    | 8             | Estados Unidos | Florida Basketball                                                  |
| 1991    | 8             | Letonia        | T.T.T. Basketball Club                                              |
| 1991    | 8             | Senegal        | Les Lionnes de Dakar                                                |
| 1992    | 6             | Brasil         | Leite Moça                                                          |
| 1992    | 6             | Canadá         | Club Victoria de Vancouver                                          |
| 1992    | 6             | Corea del Sur  | Citizen's National Bank                                             |
| 1992    | 6             | Cuba           | Havana Basketball Club                                              |
| 1992    | 6             | España         | Club Dorna                                                          |
| 1992    | 6             | Ucrania        | WBC Dynamo Kiev                                                     |
| 1993    | 6             | Australia      | Sydney 2SM Flames                                                   |
| 1993    | 6             | Brasil         | Nossa Caixa/Nosso Banco - Ponte Preta Unimed/Brasil                 |
| 1993    | 6             | China          | China United Team                                                   |
| 1993    | 6             | España         | Bex Argentaria                                                      |
| 1993    | 6             | Italia         | Primizie Basket Parma                                               |
| 1994    | 6             | Brasil         | Nossa Caixa/Nosso Banco - Ponte Preta CESP/Unimep Lacta/Santo André |
| 1994    | 6             | Japón          | Japan All Star                                                      |
| 1994    | 6             | Italia         | Polisportiva Ahena Cesena                                           |
| 1994    | 6             | Lituania       | Selección de Lituania                                               |
| 1995    | 6             | Brasil         | Seara/Paulínia                                                      |
| 1995    | 6             | Eslovaquia     | MSK Sipox                                                           |
| 1995    | 6             | España         | Costa Naranja Godella                                               |
| 1995    | 6             | Francia        | Cercle Jean Macé-Bougres                                            |
| 1995    | 6             | Italia         | Comense Como                                                        |
| 1995    | 6             | Ucrania        | Ucrania Basketball                                                  |
| 1997    | 6             | Argentina      | Selección de Argentina                                              |
| 1997    | 6             | Australia      | Selección de Australia                                              |
| 1997    | 6             | Brasil         | Data Control (Americana/SP) Classista BCN                           |
| 1997    | 6             | Eslovaquia     | Ruzomberok                                                          |
| 1997    | 6             | Francia        | Cercle Jean Macé-Bourges                                            |
| 1998    | 6             | Brasil         | Classista BCN                                                       |
| 1998    | 6             | Cuba           | Havana Club                                                         |
| 1998    | 6             | Eslovaquia     | Ruzomberok                                                          |
| 1998    | 6             | España         | Real Club Celta Banco Simeón                                        |
| 1998    | 6             | Grecia         | Panathinaikos B.C.                                                  |
| 1998    | 6             | Yugoslavia     | Hemofarm Vršac                                                      |

## Palmarés

### Títulos por equipo
| Equipo                   | País   | Títulos | Subtítulos | Años Campeón |
| ------------------------ | ------ | ------- | ---------- | ------------ |
| Ponte Preta              | Brasil | 2       | 0          | 1993, 1994   |
| Classista BCN/Osasco     | Brasil | 1       | 1          | 1998         |
| Atlético Constecca-Sedox | Brasil | 1       | 0          | 1991         |
| Club Dorna               | España | 1       | 0          | 1992         |
| Pool Comense             | Italia | 1       | 0          | 1995         |
| Data Control             | Brasil | 1       | 0          | 1997         |

### Títulos por país
| País   | Títulos | Subtítulos |
| ------ | ------- | ---------- |
| Brasil | 5       | 3          |
| Italia | 1       | 1          |
| España | 1       | 0          |